# José María Martínez de Pisón Cavero
José María Martínez de Pisón Cavero (Zaragoza, 13 de diciembre de 1959) es un jurista, filósofo e historiador del derecho español. Entre 2004 y 2012 fue Rector de la Universidad de La Rioja, en la que ocupa la cátedra de Filosofía del Derecho.

## Biografía
En 1977 se matricula en la Facultad de Derecho y en la de Filosofía y Letras, culminando sus estudios de Derecho y de Geografía e Historia en 1982. En 1983 defiende su memoria de licenciatura sobre John Rawls y en 1990 su tesis doctoral Justicia y Orden político en Hume, dirigida por el profesor E. Garzón Valdés.
En 1991 supera la oposición de titular en la Universidad de Zaragoza y en 1992 se traslada a la recién creada Universidad de La Rioja. Entre 1996-2000 forma parte, junto con las universidades españolas de Zaragoza y Valencia, y la Universidad Nacional de Colombia, Nacional de México y la Universidad de Buenos Aires, de una Red Temática Docente sobre derechos humanos que le lleva a ser profesor visitante por las diversas instituciones de educación superior.
En 1999, logra la Cátedra de Filosofía del Derecho en la Universidad de La Rioja, en la que ha ocupado diferentes cargos académicos. En julio de 2004 fue elegido Rector de la Universidad de La Rioja, siendo reelegido en junio de 2008 para otro mandato de cuatro años.
En la actualidad, junto a profesores de la Universidad Carlos III de Madrid, que es la coordinadora, Universidad de Valencia, de Cantabria, de Zaragoza, Sevilla y Oviedo, está impulsando la creación de una Red Nacional estable sobre Derechos Humanos con lazos con universidades latinoamericanas y europeas.
Hasta la fecha, su trayectoria intelectual ha discurrido desde la formación y conocimiento de los clásicos hasta las cuestiones más actuales de la filosofía política y de los derechos y libertades fundamentales para retornar al estudio del pensamiento político, en este caso ya, español. Son, pues, variadas las líneas de investigación por las que se despliega su pensamiento: la historia de la filosofía de la Ilustración, la teoría y filosofía del Derecho, la filosofía política, los derechos y libertades fundamentales y la historia del pensamiento político español.
Su actividad académica y científica se ha centrado en el análisis y la crítica de la situación de los derechos fundamentales, así como de los problemas más actuales de la filosofía política. Puede decirse que, en relación con los primeros, ha elaborado un tratado global de los derechos fundamentales más específicos (derecho a la intimidad, derecho a la educación, libertad religiosa, derecho a la paz, derecho a la salud, etc.) y sobre las categorías políticas más problemáticas (Estado, democracia, globalización, tolerancia, voluntariado, ciudadanía, inmigración, seguridad, etc.).
En sus obras se manifiesta una posición abierta, crítica y progresista, preocupada por la justicia en las sociedades desarrolladas y en el mundo. Como consecuencia de esta posición, rechaza la globalización desarrollada hasta el momento y propone otra mundialización; rechaza el uso político y retórico de la tolerancia a favor del reconocimiento y garantía universal de los derechos fundamentales, así como una revisión del actual modelo de democracia y de Estado.
A lo largo de su obra, puede constatarse un cierta actitud escéptica aprendida en los primeros trabajos sobre el escocés D. Hume y que le ha llevado a tomar una importante distancia hacia los fundamentalismos religiosos y su presencia en las sociedades actuales. Puede decirse que esta actitud, así como su preocupación por el papel de la religión (especialmente, la católica) en las sociedades modernas transita transversalmente toda su obra desde el principio, explica su apuesta por los derechos y libertades fundamentales en detrimento de la tolerancia, su concepción de la libertad religiosa, de la separación Iglesia-Estado y de la sociedad laica, y su reciente interés por los heterodoxos españoles del XIX, cuyo estudio ha iniciado a partir del sevillano José María Blanco White.
Es hermano del escritor Ignacio Martínez de Pisón.

## Distinciones
- El 23 de julio de 2009 fue investido Doctor Honoris Causa por la Universidad Nacional del Piura en Perú.
- Nombrado Gestor de Calidad en el I Congreso Iberoamericano por una Educación de Calidad celebrado en Colombia.

| Predecesor: Carmen Ortiz Lallana | Rector de la Universidad de La Rioja 2004 - 2012 | Sucesor: José Arnáez Vadillo |

## Publicaciones
- Justicia y Orden Político en Hume.  Madrid: Centro de Estudios Constitucionales, 1992, pp. 484.
- El derecho a la intimidad en la jurisprudencia constitucional. Madrid: Cívitas, 1993, pp. 213.
- Curso de Teoría del Derecho. Logroño: Servicio de Publicaciones de la Universidad de La Rioja, 1994, 1995, 1999, pp. 211.
- Derechos humanos: su historia, su fundamento y su realidad. Zaragoza: Egido Editorial, 1997, p. 271.
- Políticas de Bienestar. Un estudio sobre los derechos sociales, pról. de M. Calvo. Madrid: Tecnos/Universidad de La Rioja, 1998, pp. 219.
- El voluntariado: regulación jurídica e institucionalización social, libro coord, junto con A. García Inda. Zaragoza: Egido, 1999.
- Constitución y libertad religiosa en España, pról. de J. I. Lacasta-Zabalza. Madrid: Dykinson/Universidad de La Rioja, 2000.
- Tolerancia y derechos fundamentales en las sociedades multiculturales. Madrid: Tecnos, 2001.
- Ciudadanía, voluntariado y participación, libro coord, junto con A. García Inda. Madrid: Dykinson, 2001.
- Inmigración y ciudadanía, libro coord, junto con J. Giró. Logroño: Universidad de La Rioja, 2003.
- El derecho a la educación y la libertad de enseñanza. Madrid: Instituto Bartolomé de Las Casas/ Dykinson, 2003.
- Derechos fundamentales, movimientos sociales y participación Aproximación al debate sobre la ciudadanía, libro coord, junto con A. García Inda. Madrid: Dykinson, 2003.
- Pluralismo y tolerancia. La sociedad liberal en la encrucijada, libro coord, junto con J. M. Aguirre. Logroño: Perla Ediciones, 2004.
- Seguridad internacional y guerra preventiva: Análisis de los nuevos discursos sobre la guerra, libro coord, junto con M. Urrea Corres. Logroño: Perla Ediciones, 2007.
- José M.ª Blanco White: la palabra desde un destierro lúcido. Logroño: Perla Ediciones, 2008.